# Herbert Kenneth Airy Shaw
Herbert Kenneth Airy Shaw (Woodbridge, 7 april 1902 – 1985) was een vooraanstaand Engels botanicus en classicus.
Airy Shaw werd geboren te Woodbridge in Suffolk. Zijn vader was werkzaam op Woodbridge Grammar School en een moeder afstemmend van astronoom George Biddell Airy. In 1921 trad hij in het Corpus Christi College van de Universiteit van Cambridge, om klassiekers te lezen, maar hij stapte over naar de natuurwetenschappen. Hij behaalde zijn diploma in 1924, vertrok daar in 1925 en verkreeg een positie bij Kew Gardens. Hij werd een expert op het gebied van Aziatische tropische plantkunde en entomologie.
- Bibliothèque nationale de France: cb12400348z (data)
- Author citation (botany): Airy Shaw
- Gemeinsame Normdatei: 136619908
- International Standard Name Identifier: 0000 0001 1140 4500
- Library of Congress Control Number: n50048254
- Nationale Bibliotheek van Letland: 000083271
- Nationale Bibliotheek van Israël: 987007447006205171
- Nederlandse Thesaurus van Auteursnamen: 071886761
- LIBRIS: 91386
- Système universitaire de documentation: 033221391
- Trove: 973313
- Virtual International Authority File: 66553494
- WorldCat: E39PBJqk9QVPXmWryV9fxjXmVC